# Steve Biko
Stephen Bantu (Steve) Biko (Koning Willemstad, 18 december 1946 – Pretoria, 12 september 1977) was een voorvechter van de burgerrechten in Zuid-Afrika.

## Levensloop

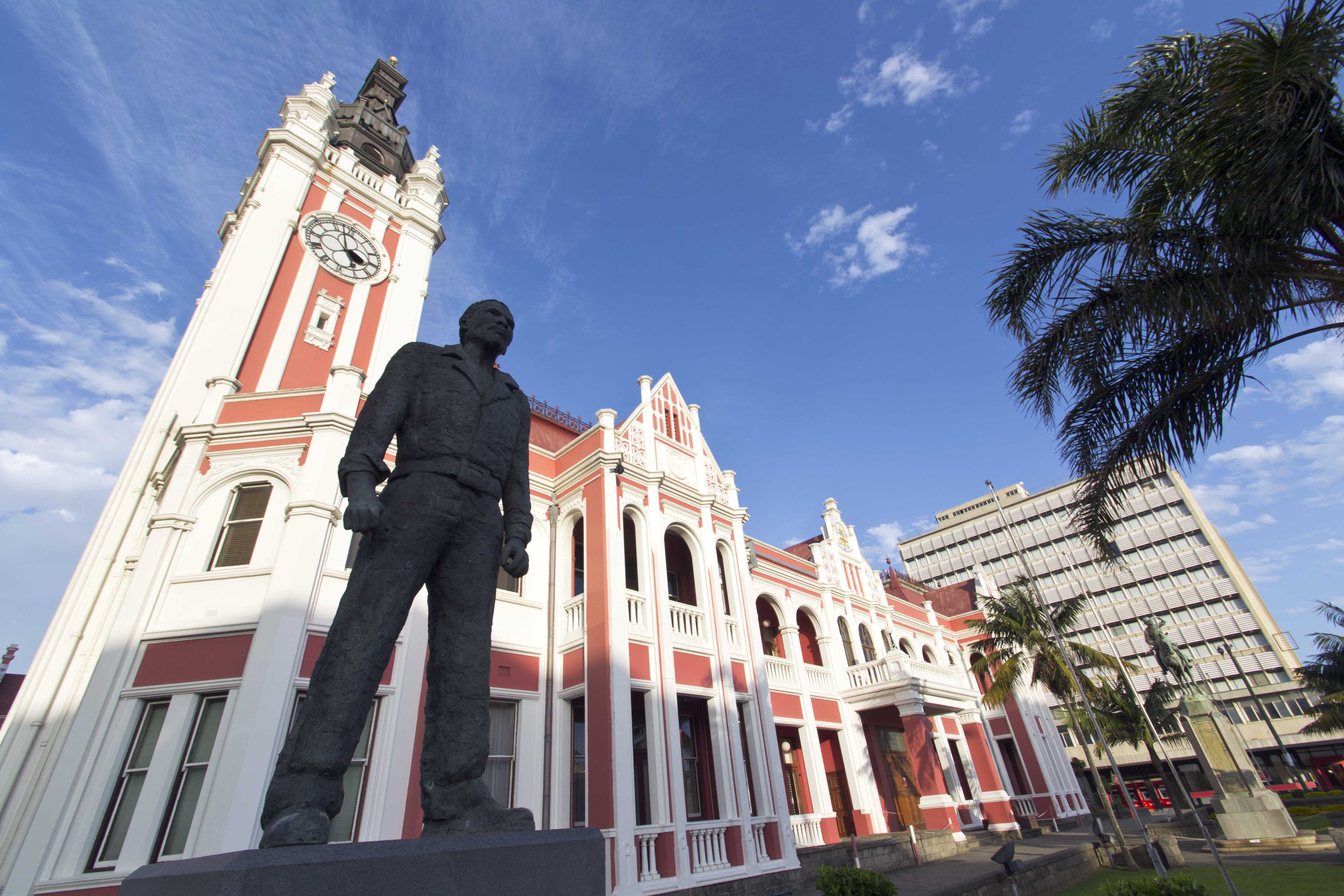
Monument Steve Biko in Oos-Londen

Biko werd geboren in Koning Willemstad in de Oost-Kaap. Zijn vader was kantoorklerk en zijn moeder huishoudster. Steve was vier jaar oud toen zijn vader overleed. Op school blonk hij uit, maar eenmaal werd hij vanwege zijn vroege politieke interesse verwijderd. Vanaf 1966 volgde hij een opleiding aan de 'Medical School' in Durban.
Tijdens zijn studie aan de Universiteit van Fort Hare werd hij politiek actief. Hij werd in 1968 medeoprichter van de South African Students' Organisation (SASO) en organiseerde onder andere toespraken voor de zwarte gemeenschappen, om onder hen een grotere zelfbewustheid te creëren. SASO werd een enorm succes en spoedig was Biko een van 's lands prominentste activisten tegen het apartheidsregime. In 1972 stond hij aan de wieg van een overkoepelende organisatie, de Black Peoples Convention (BPC). Toen hij werd gekozen als leider van de BPC, greep het apartheidsregime in. Biko werd in Durban als student uitgeschreven en verbannen naar zijn geboortestad Koning Willemstad. Men probeerde hem de mond te snoeren. Biko bleef echter voor de BPC werken en hielp mee met het opzetten van een fonds voor politieke gevangenen en hun familie.

## Arrestaties en overlijden

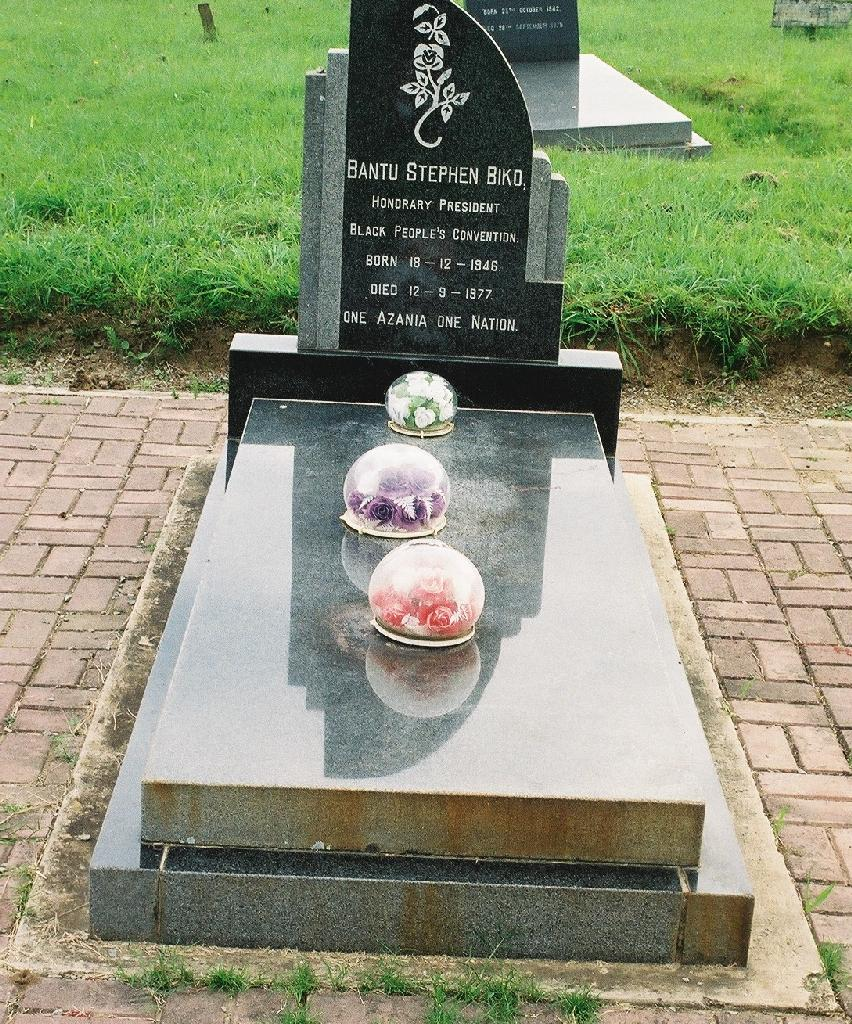
Graf van Steve Biko in Koning Willemstad

Tussen augustus 1975 en september 1977 werd Biko viermaal door het apartheidsregime opgepakt en langdurig ondervraagd. Op 21 augustus 1977 werd hij opgesloten in Port Elizabeth. Hier werd hij telkens voor verhoor meegenomen naar het hoofdbureau van de politie. Op 7 september constateerden artsen verwondingen aan zijn hoofd. Neurologische complicaties negeerden zij. Vijf dagen later verloor Biko het bewustzijn. Nadat de aanwezige arts een ziekenhuisopname adviseerde is Biko naar Pretoria getransporteerd, naakt in de achterbak van een Land Rover. De 1200 km lange rit duurde 12 uur. Enkele uren na aankomst in de Pretoria Central Prison overleed hij, 30 jaar oud en alleen liggend op de vloer van zijn cel. De lijkschouwing wees uit dat hij was gestorven aan ernstig hersenletsel en inwendige kneuzingen. Sinds maart 1976 was hij de negentiende gevangene, die onder verdachte omstandigheden was overleden. Bij zijn begrafenis waren ongeveer 15.000 mensen aanwezig onder wie diplomaten uit 12 westerse landen.

## Nagedachtenis
De dood van Biko wekte grote verontwaardiging en verontrusting, zowel in zwart Zuid-Afrika als in vele westerse landen. De minister van Justitie, Jimmy Kruger, verklaarde dat Biko was overleden na een hongerstaking en dat z'n dood "hem koud liet". Later volgde - onder druk van getuigenissen van Donald Woods en van Allister Sparks, die in The Rand Daily Mail de patholoog anatoom citeerde - een nieuwe verklaring: Biko was inderdaad overleden aan hersenletsel, maar het bleef onduidelijk wie hiervoor verantwoordelijk was. De drie betrokken artsen werden vrijgepleit. Het bericht rond Biko's brute dood veroorzaakte wereldwijd protest. Steve Biko werd een martelaar en symbool van het zwarte verzet tegen het apartheidsregime. Er volgden films, waaronder 'Cry Freedom' en liederen, zoals 'Biko' van zowel Peter Gabriel, Simple Minds op hun album 'Street Fighting Years' en A Tribe Called Quest met 'Steve Biko (Stir it up)'. In Amsterdam werd het Pretoriusplein officieel omgedoopt tot Steve Bikoplein.
Na de politieke ommekeer in 1990 werd in Zuid-Afrika een Waarheids- en Verzoeningscommissie ingesteld. Twintig jaar na dato bekenden vijf ex-politieagenten dat zij verantwoordelijk waren voor Biko's fatale verwondingen.

## Publicaties
- Donald Woods: Biko. Baarn, Het Wereldvenster, 1978. ISBN 9029396687. (2e, herz. en uitgebr. dr.: 1987, ISBN 90-269-4613-9 )
- Xolela Mangcu: Biko. A biography. Cape Town, Tafelberg, 2012. ISBN 9780624054139